# Цопола
Цопола (итал. Zoppola) је насеље у Италији у округу Порденоне, региону Фурланија-Јулијска крајина.
Према процени из 2011. у насељу је живело 2241 становника. Насеље се налази на надморској висини од 31 м.

## Становништво
Према резултатима пописа становништва 2011. у општини је живело 8.419 становника.
| 1931. | 1936. | 1951. | 1961. | 1971. | 1981. | 1991. | 2001. | 2011. |
| ----- | ----- | ----- | ----- | ----- | ----- | ----- | ----- | ----- |
| 6.526 | 6.237 | 6.730 | 6.401 | 6.930 | 7.383 | 7.460 | 8.430 | 8.419 |

## Партнерски градови
- Tonneins
- Sankt Georgen am Längsee